# Genidens barbus
El bagre blanco, mochuelo, bagre negro, mimoso o bagre de mar (Genidens barbus) es una especie de pez de la familia Ariidae en el orden de los Siluriformes.

## Morfología
Los machos pueden llegar alcanzar los 50 cm de longitud total.

## Hábitat
Es un pez demersal y de clima subtropical.

## Distribución geográfica
Se encuentra en el Atlántico suroccidental: desde la  cuenca del Río de La Plata hasta el este de Brasil.

## Longevidad
Puede llegar a vivir 36 años.